# Campus Drie Eiken
Campus Drie Eiken (CDE) is een van de campussen van de Universiteit Antwerpen. De campus vormt samen met de Stadscampus, Campus Middelheim en Campus Groenenborger de Universiteit Antwerpen.
Voor de fusie van de Universiteit Antwerpen op 1 oktober 2003 was er de Universitaire Instelling Antwerpen (UIA) gevestigd.
Op de Campus Drie Eiken zijn de Faculteit Geneeskunde en Gezondheidswetenschappen en de Faculteit Farmaceutische, Diergeneeskundige en Biomedische Wetenschappen gevestigd, alsook meerdere onderzoeksgroepen van de faculteit Wetenschappen.

## Ligging
De campus bevindt zich in en rond Fort 6 en vlak naast het Universitair Ziekenhuis Antwerpen. De trainingsvelden van Beerschot Voetbalclub Antwerpen en Topsportschool Antwerpen bevinden zich eveneens op de campus. 

## Gebouwen
| Naam                          | Omschrijving |
| ----------------------------- | --- |
| A-gebouw                      | Een deel van het departement Farmaceutische Wetenschappen, leslokalen, practicumzalen en het centraal magazijn. |
| B-gebouw                      | Het departement Chemie, een onderzoeksgroep, leslokalen en practicumzalen. |
| C-gebouwen                    | Een deel van het departement Biologie, practicumzalen en de technische dienst. |
| D-gebouw                      | Een deel van het departement Biologie, het onthaal, leslokalen, Centrum Nascholing Onderwijs en de Nieuwe Mediadienst.                                                                                                |
| F-gebouwen (voormalig Fort)   | Feestzalen Den Hagar, de Konijnenpijp, 't Biokot en De Spoed, overkoepelende studentenvereniging ASK-Stuwer. |
| G-gebouw                      | Komida, cafetaria, het departement Studentgerichte Diensten, de sociale dienst en het Studenten Informatie Punt. |
| M-gebouw                      | Het onthaal voor Geneeskunde, Revalidatiewetenschappen & Kinesitherapie, leslokalen en practicumzalen. |
| N-gebouw                      | Het departement Fysica en leslokalen. |
| O-gebouw                      | Een deel van het departement Biologie, leslokalen, practicumzalen en de cursusdienst. |
| P-gebouw                      | Afgebroken, vroeger een onderzoeksgroep. |
| Q-gebouw                      | Leslokalen en de aula Fernand Nédée. |
| R-gebouw                      | Onderzoeksgroepen, leslokalen en de bibliotheek. |
| S-gebouw                      | Het decanaat, het monitoraat Wetenschappen, een deel van het departement Biomedische Wetenschappen, een deel van het departement Farmaceutische Wetenschappen, een onderzoeksgroep, leslokalen en practicumzalen.     |
| T-gebouwen                    | Een deel van het departement Biomedische Wetenschappen, een deel van het departement Diergeneeskundige Wetenschappen, een deel van het departement Farmaceutische Wetenschappen, onderzoeksgroepen en practicumzalen. |
| U-gebouwen                    | Een deel van het departement Biomedische Wetenschappen, een deel van het departement Diergeneeskundige Wetenschappen, een onderzoeksgroep, practicumzalen en een demonstratiestal.                                    |
| V-gebouwen                    | Onderzoeksgroepen. |
| Z-gebouw                      | Een onderzoeksgroep. |
| Gouverneur Kinsbergen Centrum | Onderzoeksgroepen. |
| Topsportschool                | Het Stedelijk Lyceum voor topsport. |
| Studentenhome                 | Studentenkoten |

### Toekomst
In 2024 zouden een nieuwe sporthal, een extra studentenrestaurant en meer studentenhuisvesting op de campus gerealiseerd moeten zijn, op de plek waar er zich eerder een parking bevond.